# Storie d'Italia
Storie d'Italia è il quinto album della band rock italiana dei Gang, pubblicato nel 1993 dalla Wea, il secondo della cosiddetta "triade folk rock".

## Tracce
Tra parentesi i nomi di coloro che hanno composto e scritto le canzoni. 
1. Kowalsky (Massimo Bubola, Marino Severini, Sandro Severini) – 5:30
2. Cambia il vento (Bubola, S. Severini) – 4:42
3. Via Italia (M. Severini, S. Severini) – 5:33
4. Itab Hassan Mustapha (M. Severini, S. Severini) – 5:18
5. Dove scendono le strade (Bubola, S. Severini) – 5:27
6. Il paradiso non ha confini (Bubola, M. Severini, S. Severini) – 4:20
7. Eurialo e Niso (Bubola, S. Severini) – 5:41
8. Sesto San Giovanni (Bubola, M. Severini, S. Severini) – 5:18
9. Duecento giorni a Palermo (M. Severini, S. Severini) – 5:19
10. Il partito trasversale (Bubola) – 4:20
11. Buonanotte ai viaggiatori (Bubola, M. Severini, S. Severini) – 5:53

## Formazione
- Marino Severini — voce, cori, chitarre acustica ed elettrica
- Sandro Severini — chitarre elettriche, chitarra slide, dobro
- Andrea Mei — fisarmonica, organo Hammond, pianoforte

Altri musicisti
- Massimo Bubola — chitarre elettriche, chitarre acustiche, armonica e cori
- Giampaolo Pedrini — batteria e percussioni
- Paolo Costa — basso
- Alessandro Simonetto — cori, violino, viola, mandola e mandolino
- Moreno Touchè — percussioni, surdo, talking drums, taama e djambè
- Mario Arcari — shannaj, oboe e satiruz
- Vincenzo Zitello — thin whistle
- Fabio Ferraboschi — cori, chitarra in Buonanotte ai viaggiatori
- Arcangelo "Kaba" Kavazzuti, Pippo "Kaballà" Rinaldi  — cori
- Produzione artistica — Massimo Bubola